# Daina Ashbee
Daina Ashbee, née en 1990 sur l’île de Vancouver, est une danseuse et chorégraphe canadienne. Ses créations comme chorégraphe traitent souvent de sujets tels que les femmes autochtones, les violences faites aux femmes ou la sexualité féminine.

## Biographie
Daina Ashbee est née à Nanaimo, île de Vancouver, en Colombie-Britannique, en 1990. Elle est d'origine cris-métis par son père, sculpteur de masques, et néerlandaise par sa mère,. « On dit “Cris-Métis” quand les peuples indigènes se sont mélangés aux Français et ont créé leur propre nation, qu’ils ont baptisée Métis », précise-t-elle. Elle amorce un apprentissage de la danse assez tard, durant son adolescence, à quinze ans, par  une formation axée sur la danse jazz puis de danse classique. Elle doit un temps lutter contre l’anorexie. Elle se tourne vers le hip-hop, mais choisit finalement la danse contemporaine et, à 20 ans, est interprète à la Raven Spirit Dance Society, une compagnie de danse autochtone contemporaine entièrement féminine de Vancouver,. En 2012, elle conçoit sa première chorégraphie, le duo Unrelated, qui est créé en 2014. La pièce est présentée en de nombreux lieux, notamment  au MAI (Montréal, arts interculturels) en 2015, au Musée d'ethnographie de Genève en 2015, au Festival Oktoberdans à Bergen, en Norvège, en octobre 2016 puis à Londres en novembre 2016. Remarquée, elle est distinguée, toujours en 2016, par le prix Découverte, aux Prix de la danse de Montréal,,,. Elle présente aussi en 2016 de nouvelles créations, comme Pour, une pièce abordant la douleur relative aux cycles menstruels, créée en première mondiale au théâtre La Chapelle Scènes contemporaines, ou encore  When The Ice Melts, Will We Drink The Water ?  qui parle « du viol de la femme et, à travers elle, de celui de la Mère Nature »,. Puis d’autres créations suivent, en particulier   Serpentine  en 2017 qui aborde la résilience, J’ai pleuré avec les chiens , en 2017, première de ses chorégraphies pour un groupe, ou encore  Laborious Song  en 2020, qui évoque la bipolarité, dansé par un homme, Benjamin Kamino.
Désormais reconnue, ses créations sont présentées régulièrement dans des festivals, comme la Biennale de Venise, ou encore les Rencontres chorégraphiques internationales de Seine-Saint-Denis. En 2017, Daina Ashbee est nommée « Promissing Talent of the year », par le magazine allemand Tanz (de). Une revue américaine consacrée à la danse, Dance Magazine (en) la cite également dans sa liste des 25 artistes à suivre en 2018,. Elle est sollicitée en 2021 pour présenter cinq de ses œuvres au Festival Montpellier Danse, soit presque une rétrospective de ses créations.